# Ahn Jung-hyo
 Ahn Jung-hyo oder Ahn Jeong-hyo (* 2. Dezember 1941 in Seoul; † 1. Juli 2023) war ein südkoreanischer Schriftsteller und Übersetzer.

## Leben
Ahn wurde 1941 in Seoul geboren und erlebte als Kind den Koreakrieg mit. Er studierte an der Sogang University Englische Literatur.
Nach seinem Abschluss war er Kriegsberichterstatter in Vietnam. Anschließend arbeitete er für diverse Zeitungen (z. B. Korea Times, Korea Herald) und als Übersetzer. So übersetzte er auch den Roman „Hundert Jahre Einsamkeit“ von Gabriel García Márquez 1975 ins Koreanische, des Weiteren zahlreiche englischsprachige Autoren wie beispielsweise John Irving.
1983 erschien Ahns Romandebüt Krieg und Stadt, das als Serie in der Zeitschrift Realistische Literatur (Silch'ŏn munhak) herausgegeben wurde. Das Thema des Romans – die Teilnahme Südkoreas am Vietnamkrieg – galt zu Zeiten des Regimes unter Chun Doo-hwans als riskant.
In einer geänderten Fassung wurde das Werk unter Weißer Krieg 1989 wiederveröffentlicht, dessen englischsprachige Übersetzung Ahn selbst anfertigte und der unter dem Titel White Badge in den USA erschien. Ein Jahr später erschien der Roman Der silberne Hengst (kor. Originaltitel 은마는 오지 않는다), der sich inhaltlich mit dem Koreakrieg, speziell mit der Präsenz der US-amerikanischen Besatzungsmacht in einem koreanischen Dorf befasst.
Für seine Arbeit sowohl als Übersetzer als auch als Schriftsteller wurde er gewürdigt. 1982 erhielt er den koreanischen Übersetzerpreis und 1992 den Kim-Yu-jŏng-Literaturpreis. Drei seiner Werke wurden bisher verfilmt.
Ahn starb am 1. Juli 2023 im Alter von 81 Jahren an den Folgen einer Krebserkrankung.

## Arbeiten (Auszug)

### Koreanisch
- 하얀전쟁 (Weißer Krieg) (1989)
- 은마는 오지 않는다 (original: Der silberne Hengst kommt nicht, deutscher Titel: Der silberne Hengst) (1990)
- 헐리우드 키드의 생애 (Leben und Sterben von Hollywood Kid) (1992)
- 실종 (Verschollen) (1997)

### Übersetzungen

#### Deutsch
- Der silberne Hengst Pendragon 2001, ISBN 978-3934872103

#### Englisch
- Silver Stallion A novel of Korea Soho Press 2003, ISBN 978-1569470039
- White Badge Soho Press 2003, ISBN 978-1569470046

### Verfilmungen
- Life and Death of the Hollywood Kid[6]
- White Badge[7]
- The Silver Stallion will never come[8]

## Auszeichnungen
- 1992: Kim-Yu-jŏng-Literaturpreis